# Campeonato de Flandes 2019
La 104.ª edición de la clásica ciclista Campeonato de Flandes (nombre oficial: Kampioenschap van Vlaanderen) se celebró en Bélgica el 20 de septiembre de 2019 sobre un recorrido de 186 kilómetros con inicio y final en la ciudad de Ardooie en la provincia de Flandes Occidental.
La carrera formó parte del UCI Europe Tour 2019, dentro de la categoría 1.1.
La carrera fue ganada por el corredor alemán Jannik Steimle del equipo Team Vorarlberg-Santic, en segundo lugar Timo Roosen (Jumbo-Visma) y en tercer lugar Dylan Groenewegen (Jumbo-Visma).

## Equipos participantes
Tomaron parte en la carrera 24 equipos: 7 de categoría UCI WorldTeam, 8 de categoría Profesional Continental, 8 de categoría Continental y una selección nacional. Formaron así un pelotón de 138 ciclistas de los que acabaron 135. Los equipos participantes fueron:
| WorldTeams (7)- Team Jumbo-Visma - Trek-Segafredo - CCC Team - Deceuninck-Quick Step - Lotto Soudal - Katusha-Alpecin - Team Sunweb Equipos continentales profesionales (8)- Sport Vlaanderen-Baloise - Wanty-Groupe Gobert - Corendon-Circus - Wallonie Bruxelles - Roompot-Charles - Cofidis, Solutions Crédits - Arkéa-Samsic - Total Direct Énergie Equipos continentales (8)- Dimension Data for Qhubeka - Tarteletto-Isorex - Cibel-Cebon - BEAT Cycling Club - Natura4Ever-Roubaix Lille Métropole - SEG Racing Academy - Swiss Racing Academy - Vlasman CT Equipo nacional- Gran Bretaña |
| |

## Clasificación final
- Las clasificaciones finalizaron de la siguiente forma:[3]

| \| Clasificación general \| Clasificación general \| Clasificación general \| Clasificación general \| Clasificación general \| \| Ciclista \| Ciclista \| Equipo \| Tiempo \| \| \| --------------------- \| --------------------- \| ----------------------------------- \| --------------------- \| --------------------- \| \| 1.º \| Jannik Steimle \| Deceuninck-Quick Step \| 4 h 03 min 55 s \| \| \| 2.º \| Timo Roosen \| Team Jumbo-Visma \| + 1 s \| \| \| 3.º \| Dylan Groenewegen \| Team Jumbo-Visma \| + 4 s \| \| \| 4.º \| Adrien Petit \| Total Direct Énergie \| + 4 s \| \| \| 5.º \| Cees Bol \| Team Sunweb \| + 4 s \| \| \| 6.º \| Lawrence Naesen \| Lotto-Soudal \| + 4 s \| \| \| 7.º \| Emiel Vermeulen \| Natura4Ever-Roubaix Lille Métropole \| + 4 s \| \| \| 8.º \| Giacomo Nizzolo \| Dimension Data \| + 4 s \| \| \| 9.º \| Edward Theuns \| Trek-Segafredo \| + 4 s \| \| \| 10.º \| Baptiste Planckaert \| Wallonie Bruxelles \| + 4 s \| \| |                     |                                     |                 |
| |                     |                                     |                 |
| |                     |                                     |                 |
| Clasificación general |                     |                                     |                 |
| Ciclista | Ciclista            | Equipo                              | Tiempo          |
| 1.º | Jannik Steimle      | Deceuninck-Quick Step               | 4 h 03 min 55 s |
| 2.º | Timo Roosen         | Team Jumbo-Visma                    | + 1 s           |
| 3.º | Dylan Groenewegen   | Team Jumbo-Visma                    | + 4 s           |
| 4.º | Adrien Petit        | Total Direct Énergie                | + 4 s           |
| 5.º | Cees Bol            | Team Sunweb                         | + 4 s           |
| 6.º | Lawrence Naesen     | Lotto-Soudal                        | + 4 s           |
| 7.º | Emiel Vermeulen     | Natura4Ever-Roubaix Lille Métropole | + 4 s           |
| 8.º | Giacomo Nizzolo     | Dimension Data                      | + 4 s           |
| 9.º | Edward Theuns       | Trek-Segafredo                      | + 4 s           |
| 10.º | Baptiste Planckaert | Wallonie Bruxelles                  | + 4 s           |

## UCI World Ranking
El Campeonato de Flandes otorgó puntos para el UCI World Ranking para corredores de los equipos en las categorías UCI WorldTeam, Profesional Continental y Equipos Continentales. Las siguientes tablas son el baremo de puntuación y los 10 corredores que obtuvieron más puntos:
| Posición   | 1.º | 2.º | 3.º | 4.º | 5.º | 6.º | 7.º | 8.º | 9.º | 10.º | 11.º | 12.º | 13.º-15.º | 16.º-25.º |
| Puntuación | 125 | 85  | 70  | 60  | 50  | 40  | 35  | 30  | 25  | 20   | 15   | 10   | 5         | 3         |

| Clasificación |                     |                                     |        |
| Posición      | Ciclista            | Equipo                              | Puntos |
| ------------- | ------------------- | ----------------------------------- | ------ |
| 1.º           | Jannik Steimle      | Deceuninck-Quick Step               | 125    |
| 2.º           | Timo Roosen         | Jumbo-Visma                         | 85     |
| 3.º           | Dylan Groenewegen   | Jumbo-Visma                         | 70     |
| 4.º           | Adrien Petit        | Total Direct Énergie                | 60     |
| 5.º           | Cees Bol            | Sunweb                              | 50     |
| 6.º           | Lawrence Naesen     | Lotto Soudal                        | 40     |
| 7.º           | Emiel Vermeulen     | Natura4Ever-Roubaix Lille Métropole | 35     |
| 8.º           | Giacomo Nizzolo     | Dimension Data                      | 30     |
| 9.º           | Edward Theuns       | Trek-Segafredo                      | 25     |
| 10.º          | Baptiste Planckaert | Wallonie Bruxelles                  | 20     |